# 東北アラブチャンピオン
東北アラブチャンピオン（とうほくアラブチャンピオン）は東北地方（岩手県、山形県、新潟県）で持ち回りで行われていた競馬の重賞競走（平地競走）である。

## 概要
1973年に創設。岩手県競馬組合、山形県上山市、新潟県競馬組合の三者による交流競走で、毎年持ち回りで行われた。
出走条件は上記三者の所属馬で、馬齢はアラブ系旧4歳以上。持ち回りのため距離は毎年異なる。
同様の趣旨の競走にサラブレッド系による東北サラブレッド大賞典、サラブレッド系3歳馬による東北優駿（新潟開催時は東北ダービーの名称で行われた）が行われていた。
アラブ系競走馬の減少により、2000年をもって廃止された。
優勝賞金は長らく900万円で争われた。

## 歴代優勝馬
| 回数   | 施行日         | 競馬場 | 距離   | 優勝馬             | 性齢 | 所属 | タイム   | 優勝騎手   | 管理調教師 |
| ------ | -------------- | ------ | ------ | ------------------ | ---- | ---- | -------- | ---------- | ---------- |
| 第1回  | 1973年10月27日 | 上山   | D1700m | タマレントゲン     | 牡8  | 上山 | 1分52秒3 | 鈴木長一   | 村山博     |
| 第2回  | 1974年11月5日  | 新潟   | D1800m | ホマレリユウ       | 牡6  | 上山 | 1分58秒8 | 高橋謙治   | 佐藤英一   |
| 第3回  | 1975年11月16日 | 水沢   | D2000m | イチヤマトツプ     | 牡7  | 岩手 | 2分10秒3 | 村上実     | 大和正四郎 |
| 第4回  | 1976年10月31日 | 上山   | D2300m | キングトツプラン   | 牡5  | 新潟 | 2分30秒5 | 高橋徹矢   | 高橋鉄雄   |
| 第5回  | 1977年10月22日 | 新潟   | D1800m | キングトツプラン   | 牡6  | 新潟 | 1分57秒0 | 津野総夫   | 高橋鉄雄   |
| 第6回  | 1978年11月19日 | 水沢   | D2000m | ガマナポレオン     | 牡8  | 岩手 | 2分13秒3 | 村上昌幸   | 村上佐一   |
| 第7回  | 1979年10月28日 | 上山   | D2300m | テツノボルト       | 牡5  | 新潟 | 2分33秒7 | 高橋徹矢   | 長谷川昭夫 |
| 第8回  | 1980年9月23日  | 新潟   | D2280m | テツノボルト       | 牡6  | 新潟 | 2分31秒8 | 高橋徹矢   | 長谷川昭夫 |
| 第9回  | 1981年9月20日  | 水沢   | D2000m | ヤシロテンリユウ   | 牡6  | 新潟 | 2分14秒2 | 渡辺正治   | 赤間松次   |
| 第10回 | 1982年10月11日 | 上山   | D2300m | タイセイシルバー   | 牡8  | 岩手 | 2分36秒1 | 千田知幸   | 村上初男   |
| 第11回 | 1983年10月10日 | 新潟   | D2280m | ダーダネルス       | 牡9  | 岩手 | 2分32秒9 | 千葉次男   | 千葉忠一   |
| 第12回 | 1984年9月15日  | 水沢   | D2000m | リツシヨウバラ     | 牡7  | 岩手 | 2分11秒1 | 小笠原義巳 | 小西善一郎 |
| 第13回 | 1985年9月23日  | 上山   | D2300m | ハラスポート       | 牡5  | 新潟 | 2分34秒8 | 大枝幹也   | 千葉次男   |
| 第14回 | 1986年10月10日 | 新潟   | D2280m | キタノエデン       | 牡7  | 岩手 | 2分29秒7 | 村上昌幸   | 村上初男   |
| 第15回 | 1987年9月20日  | 水沢   | D2000m | コウギヨウハンター | 牡6  | 岩手 | 2分12秒2 | 小竹清一   | 佐々木豊   |
| 第16回 | 1988年10月10日 | 上山   | D2300m | ドウカンガバナー   | 牡8  | 上山 | 2分34秒6 | 前野幸一   | 鈴木長次   |
| 第17回 | 1989年10月10日 | 新潟   | D1800m | ローレルブロンド   | 牡6  | 上山 | 1分54秒2 | 山中初     | 渡辺徹夫   |
| 第18回 | 1990年7月8日   | 水沢   | D1900m | ナンブプレジデント | 牡5  | 岩手 | 2分09秒6 | 佐藤雅彦   | 桜田勝男   |
| 第19回 | 1991年7月16日  | 上山   | D1800m | ショウブラッキー   | 牡6  | 岩手 | 1分59秒4 | 佐藤浩一   | 平沢芳三   |
| 第20回 | 1992年11月1日  | 新潟   | D1800m | シバノアマゾネス   | 牝6  | 岩手 | 1分55秒0 | 菅原勲     | 桜田浩三   |
| 第21回 | 1993年6月13日  | 水沢   | D1900m | レオグリングリン   | 牡7  | 上山 | 2分04秒6 | 白谷正美   | 宗形健次   |
| 第22回 | 1994年7月10日  | 上山   | D1800m | ミスターホンマル   | 牡6  | 岩手 | 1分59秒0 | 菅原勲     | 千葉博     |
| 第23回 | 1995年7月9日   | 新潟   | D1800m | ミスターホンマル   | 牡7  | 岩手 | 1分53秒8 | 菅原勲     | 千葉博     |
| 第24回 | 1996年6月2日   | 水沢   | D1900m | ヤングスプリンター | 牡5  | 新潟 | 2分07秒9 | 五十嵐剛紹 | 高田功     |
| 第25回 | 1997年6月1日   | 上山   | D1800m | エルデンライデン   | 牡8  | 岩手 | 1分57秒3 | 菅原勲     | 千葉博     |
| 第26回 | 1998年7月5日   | 新潟   | D1800m | グランドカイザー   | 牡6  | 岩手 | 1分54秒5 | 小林俊彦   | 小林義明   |
| 第27回 | 1999年6月13日  | 盛岡   | D1800m | マーキュリサンダー | 牡6  | 岩手 | 1分54秒8 | 菅原勲     | 熊谷昇     |
| 第28回 | 2000年6月27日  | 上山   | D1800m | メグミダイオー     | 牡6  | 岩手 | 1分57秒9 | 西康志     | 佐々木由則 |

- 馬齢は旧表記を用いる。